# Gabriel Ribas Ródenas
Biel Ribas és un futbolista mallorquí, que ocupa la posició de porter. Va néixer a Palma (Mallorca, Illes Balears) el 2 de desembre de 1985 i actualment està sense equip.

## Trajectòria esportiva
Format al planter del RCD Espanyol, hi juga un encontre de primera divisió amb l'equip perico, a la campanya 04/05, concretament el 28 d'agost de 2004, a la primera jornada, contra el Deportivo de la Corunya en el qual disputà 20 minuts, substituint a Kameni al minut 70 per una lesió a l'ull. Arribà a anar 20 partits més convocat amb el primer equip durant les temporades 2004/05, 05/06 i 06/07, però quedant sense jugar cap minut.
L'estiu del 2007 deixa l'equip barceloní i marxa a la Lorca Deportiva. Amb l'equip murcià hi juga 6 partits, dos dels quals de Copa Federació, rebent un total de 12 gols en contra i anà convocat en altres 12 ocasions.
El dia de Reis de 2008, el 6 de gener, anà convocat en el seu darrer partit amb el Lorca, a Segona B. El 10 de gener, durant el mercat d'hivern, es va oficialitzar el seu fitxatge per la UD Salamanca, equip de Segona Divisió, que tenia els seus dos porters lesionats. El 12 de gener, és a dir, dos dies després, ja juga el seu primer partit a Segona A disputant els 90 minuts davant el Celta, acabant en empat a 0. Allà hi està fins a final de temporada i tres temporades més, jugant 94 partits (dos de Copa del Rei) amb un total de quasi 8.500 minuts.
Una vegada acabat contracte amb el Salamanca, no arribà a trobar equip en començar la temporada fins que al setembre de 2011 va fitxar pel Club Esportiu Atlètic Balears a Segona B.
Al juny de 2012 se'n va al Numancia després de haver disputat fase d'ascens amb el Balears. Hi acaba disputant 61 partits, amb 5.490 minuts amb els sorians.
Al gener de 2016, a mitjan temporada, decideix rescindir el contracte amb el Numancia i fitxar pel UCAM Murcia. Hi acaba jugant 54 partits, amb 4.878 minuts ascendint de Segona B a Segona.
Posteriorment l'estiu del 2017 fitxà pel Reial Múrcia de Segona B on hi disputa 39 partits i 3.510 minuts. És a dir, tots els partits de la temporada, excepte la jornada 27, i jugant els dos partits de Play Off d'ascens.
El juliol de 2018 fitxa pel Club de Fútbol Fuenlabrada on hi juga dues temporades ascendint de Segona B a Segona.
El juliol de 2020 torna a l'UCAM Murcia, a Segona B on juga dues temporades, la segona a Primera RFEF. 50 partits i 4496 minuts defensa la porteria murciana en aquesta segona etapa.
El 20 de setembre de 2022 fitxa pel Club de Fútbol Talavera de la Reina on descendeix de Primera a Segona RFEF durant la primera temporada. A final de la segona, a l'estiu del 2024, es queda sense equip.
Ha estat internacional amb les seleccions inferiors espanyoles. En sub-17 va guanyar la Meridian Cup de 2003 i amb la sub-19 l'Europeu de la categoria del 2004.